# Leah Cairns

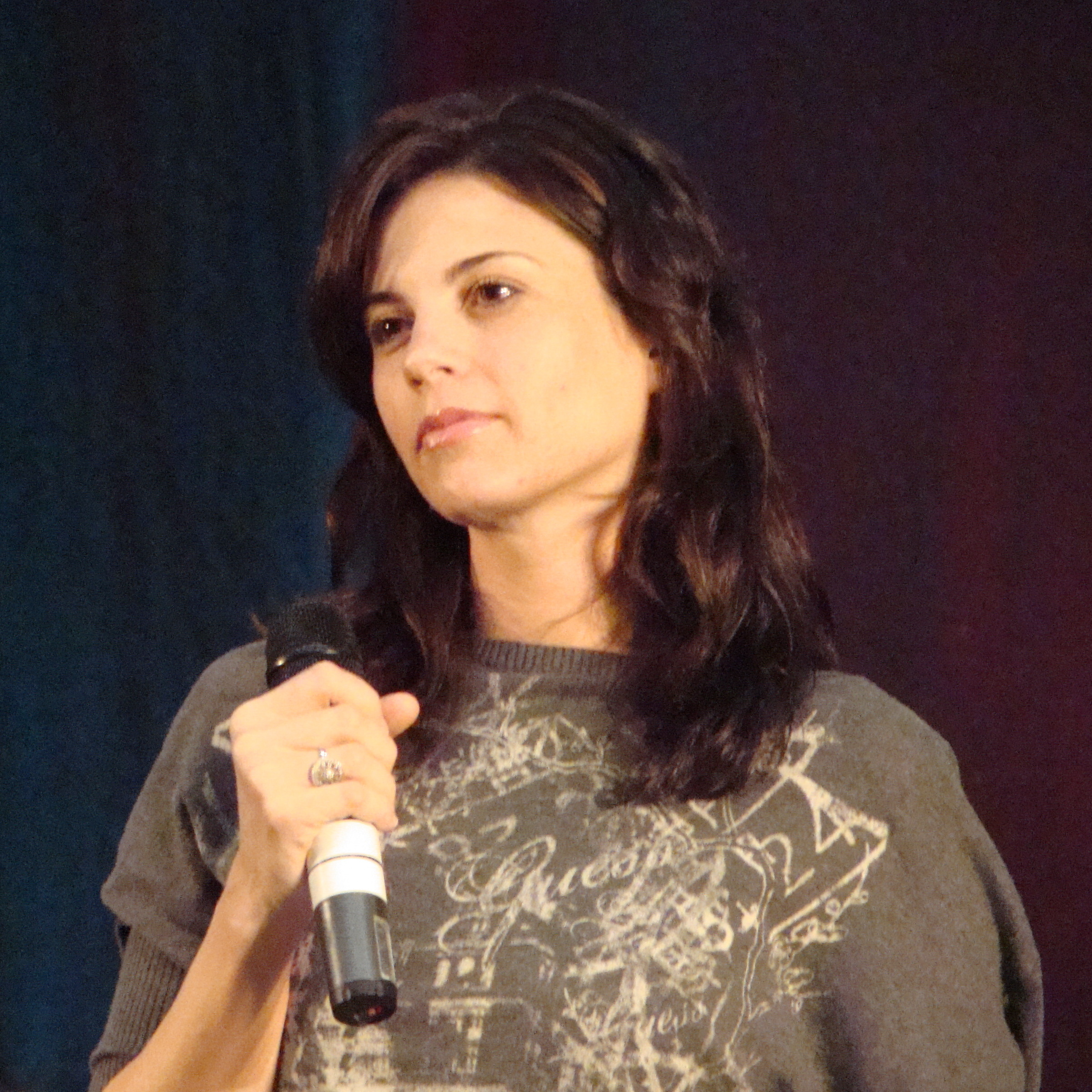
Leah Cairns (2009)

Leah Cairns (* 2. Juni 1974 in North Vancouver, Kanada) ist eine kanadische Schauspielerin.

## Leben
Leah Cairns begann im Alter von drei Jahren mit dem Tanzen und war bis zu ihrem 16. Lebensjahr aktiv. Ein Autounfall, bei dem sie sich ihren Rücken schwer verletzte, zwang sie zu mehrmonatigen Reha-Maßnahmen, nachdem eine größere Operation vonnöten war. Zwar versuchte sie anschließend wieder zu tanzen, aber die Verletzungen waren so schwerwiegend, dass sie das Professionelle Tanzen aufgab. Stattdessen bereiste sie innerhalb der nächsten 10 Jahre über 36 Länder der Welt, wobei sie zwischendurch Umweltwissenschaften studierte. In Indien kam sie zufällig mit der Schauspielerei in Berührung, sodass sie nach ihrer Rückkehr nach Kanada beschloss, es professionell zu studieren.
Ihre erste größere Rolle hatte sie an der Seite von Jason Priestley und Bradley Cooper in der 2004 ausgestrahlten und von Sheldon Larry inszenierten Fernsehkomödie I Want to Marry Ryan Banks. Größere internationale Bekanntheit erlangte sie durch ihre Darstellung der Raptor-Pilotin Lieutenant Margaret „Racetrack“ Edmondson, welche sie von 2005 bis 2009 in der Science-Fiction-Fernsehserie Battlestar Galactica spielte.
Seit 2004 ist sie mit Kevin Hawryluk verheiratet.

## Filmografie (Auswahl)
- 2003: The Mall Man
- 2004: I Want to Marry Ryan Banks
- 2005–2006: Godiva’s (Fernsehserie, 13 Folgen)
- 2005–2009: Battlestar Galactica (Fernsehserie, 33 Folgen)
- 2006, 2018: Supernatural (Fernsehserie, 2 Folgen)
- 2007: 88 Minuten (88 Minutes)
- 2007–2008: Kyle XY (Fernsehserie, 13 Folgen)
- 2009: Helen
- 2011: Super Twister (Mega Cyclone, Fernsehfilm)
- 2014: Interstellar
- 2014: Cedar Cove - Das Gesetz des Herzens (Cedar Cove, Fernsehserie, 2 Folgen)
- 2014: Along Came a Nanny
- 2015: Motive (Fernsehserie, Folge 3x06 Fallen)
- 2016–2018: Travelers – Die Reisenden (Travelers, Fernsehserie, 27 Folgen)
- 2017: Dead Over Heels – An Aurora Teagarden Mystery (Fernsehfilm)
- 2017: Deadly Sorority (Fernsehfilm)
- 2018: Darrow & Darrow 2 (Fernsehfilm)
- 2018: Diminuendo
- 2021: Brand New Cherry Flavor (Fernsehserie, 4 Folgen)